# Świętosław Lipski
Świętosław Lipski herbu Grabie (zm. przed 13 lipca 1604 roku) – wojski horodelski od 1589 roku, podstarości bełski w latach 1574-1585.
Poseł na sejm koronacyjny 1587/1588 roku z województwa bełskiego.